# Arez
Arez is een plaats (freguesia) in de Portugese gemeente Nisa en telt 362 inwoners (2001).